# Presidentvalet i Filippinerna 2016
Presidentvalet i Filippinerna 2016 ägde rum måndag den 9 maj 2016. Det fanns sex presidentkandidater.  Valdeltagandet var 81,5 procent.   
Rodrigo Duterte från det PDP-Laban vann med 16 601 997 röster och en röstandel på 39,01 %.

## Resultat[1]
| Kandidat  | Kandidat                 | Parti                              | Röster     | %    |
| --------- | ------------------------ | ---------------------------------- | ---------- | ---- |
|           | Rodrigo Duterte          | PDP-Laban                          | 16 601 997 | 39,0 |
|           | Mar Roxas                | Liberal Party                      | 9 978 175  | 23,4 |
|           | Grace Poe                | Partilös                           | 9 100 991  | 21,4 |
|           | Jejomar Binay            | United Nationalist Alliance        | 5 416 140  | 12,7 |
|           | Miriam Defensor Santiago | People's Reform Party              | 1 455 532  | 3,4  |
|           | Roy Señeres              | Partido ng Manggagawa at Magsasaka | 25 779     | 0,1  |
| Slutsumma | Slutsumma                |                                    | 42 578 614 |      |